# حزقيال كارلوس بلانكو
حزقيال كارلوس بلانكو (بالإسبانية: Juan Carlos Blanco)‏ (27 يوليو 1981 في فنزويلا - ) هو لاعب كرة طائرة فنزويلا. شارك في الألعاب الأولمبية الصيفية 2008.

## وصلات خارجية
- حزقيال كارلوس بلانكو على موقع أوليمبيديا (الإنجليزية)